# 许戈良
许戈良（1956年10月11日—），安徽歙县人，汉族，中共党员，中华人民共和国政治人物，第十届、十一届、十二届全国人民代表。

## 生平
1982年，毕业于皖南医学院医疗系。从事外科工作，现任安徽省立医院院长。1996年，享受国务院特殊津贴，同年被人事部评为“中青年有突出贡献专家”。2001年，被选为“全国科协第六次代表大会代表”。2002年，被卫生部评为“有突出贡献的中青年专家”。2003年，当选“第十届全国人大代表”。
主要学术任职有：国际肝胆胰协会会员、欧洲消化外科学会会员、中华医学会外科学会委员、中华医学会安徽省外科分会主任委员、中国抗癌协会安徽省肝癌专业委员会主委、国家863项目网上评审专家、国家自然科学基金评审委员会专家。